# OsCommerce
osCommerce är ett webbutikssystem utvecklat i skriptspråket PHP. Källkoden är öppen och systemet är gratis att använda och modifiera efter behov för alla under GNU licensen. I dagsläget finns det över 3000 färdigskrivna moduler (modul är en extrafunktion) till denna plattform, därför är det lätt att anpassa butiken till de flesta krav ett företag kan ställa.
Näthandel med osCommerce som plattform blir allt mer populärt, både i Sverige och övriga världen. Eftersom många butiker står på samma plattform, så blir det enkelt att bygga en modul som flera butiker kan få nytta av. 
En grupp utvecklare bröt sig loss ur osCommerce-projektet 2003 och startade Zen Cart och de två projekten har utvecklats parallellt sedan dess.